# Anna Omielan
Anna Raniewicz (z domu Omielan, ur. 14 maja 1993) – profesjonalna pływaczka białostockiego PSSON „Start”, ampfutbolistka, reprezentantka Polski, brązowa medalistka Mistrzostw Świata w Amp Futbolu 2024.

## Kariera sportowa
Na pierwsze zawody pojechała w wieku 10 lat (2003 rok), gdzie od razu zdobyła złoty i srebrny medal. Karierę międzynarodową zaczęła w 2007r zdobywając złoty medal na Mistrzostwach Świata juniorów w Tajpej. Była także najmłodszą reprezentantką Polski na Paraolimpiadzie w Pekinie w 2008, gdzie zajęła 9. miejsce na świecie. Natomiast już rok później uzyskała 2 i 3 czas na Mistrzostwach Europy w Reykjavíku. Zdobywczyni VI miejsca na Mistrzostwach Świata w Eindhoven w 2010. Potrójna, złota medalistka Otwartych Mistrzostw Grecji w 2012. Wicemistrzyni Polski 2013. Wielokrotna medalistka wielu imprez sportowych : Mistrzostw Świata, Europy, Polski. Ambasadorka kampanii "Ty też masz sport we krwi".
Od 2022 roku uprawia amp futbol. Jest kapitanem reprezentacji Polski. We wrześniu 2024 roku zdobyła obie bramki w wygranym spotkaniu towarzyskim przeciwko reprezentacji Anglii podczas Amp Futbol Cup 2024. Podczas rozgrywanej w listopadzie 2024 roku pierwszej edycji amputbolowych mistrzostw świata kobiet strzeliła dwie bramki, przyczyniając się do zdobycia przez Polskę brązowego medalu podczas tej imprezy.

## Osiągnięcia

### Pływanie
- Mistrzostwa Świata Juniorów IWAS Tajwan 2007 – I i II miejsce;
- Otwarte Mistrzostwa Niemiec – Berlin 2009 – I i II miejsce;
- Igrzyska Paraolimpijskie Pekin 2008 – udział w 5 konkurencjach; IX miejsce
- Zimowe i letnie Mistrzostwa Polski 2009 – II miejsce;
- Integracyjne zawody pływackie, Warszawa 2008 – I miejsce;
- Mistrzostwa Europy w pływaniu na Islandii, Reykjavik 2009 – II i III miejsce;
- Otwarte Mistrzostwa Niemiec, Berlin 2009 – I, II, III miejsce;
- Zimowe Mistrzostwa Polski w Pływaniu, Kalisz 2009 – II miejsce II miejsce;
- Puchar Białegostoku w pływaniu, Białystok 2009 – I miejsce;
- Zimowe Mistrzostwa Polski w Pływaniu, Białystok 2010 – II miejsce ;
- Letnie Mistrzostwa Polski w Pływaniu, Gorzów Wielkopolski 2010 – II miejsce;
- Otwarte Mistrzostwa Niemiec w pływaniu, Berlin 2010 – III miejsce;
- Zawody Nadziei Paraolimpijskich, Warszawa 2010 – I miejsce;
- Mistrzostwa Świata w Pływaniu, Eindhoven 2010 - VI, VII, VIII miejsce;
- Letnie Mistrzostwa Polski w Pływaniu, Szczecin 2011 - II miejsce;
- Otwarte Mistrzostwa Grecji w Pływaniu, Naoussa 2012 - 3 złote medale;
- Letnie Mistrzostwa Polski w Pływaniu, Szczecin 2013 - I i II miejsce;
- Letnie Mistrzostwa Polski w Pływaniu, Szczecin 2014 - I i II miejsce
- Otwarte Mistrzostwa Polski w Pływaniu, Berlin 2015 - II miejsce, VII miejsce
- Letnie Mistrzostwa Polski w Pływaniu, Gorzów WIelkopolski  2015 - 1 złoty medal, 4 srebrne medale, 3 brązowe medale
- Integracyjne zawody pływackie, Tychy 2016 - 5 złotych medali
- Letnie Mistrzostwa Polski w Pływaniu, Zielona Góra 2016 - I miejsce, II miejsce
- Letnie Mistrzostwa Polski w Pływaniu, Lublin 2017 -  III miejsce
- Letnie Mistrzostwa Polski w Pływaniu, Łódź 2018 - III miejsce

### Amp futbol
- Mistrzostwa Świata w Amp Futbolu, Barranquilla 2024 -  III miejsce